# 崇德路 (台中市)

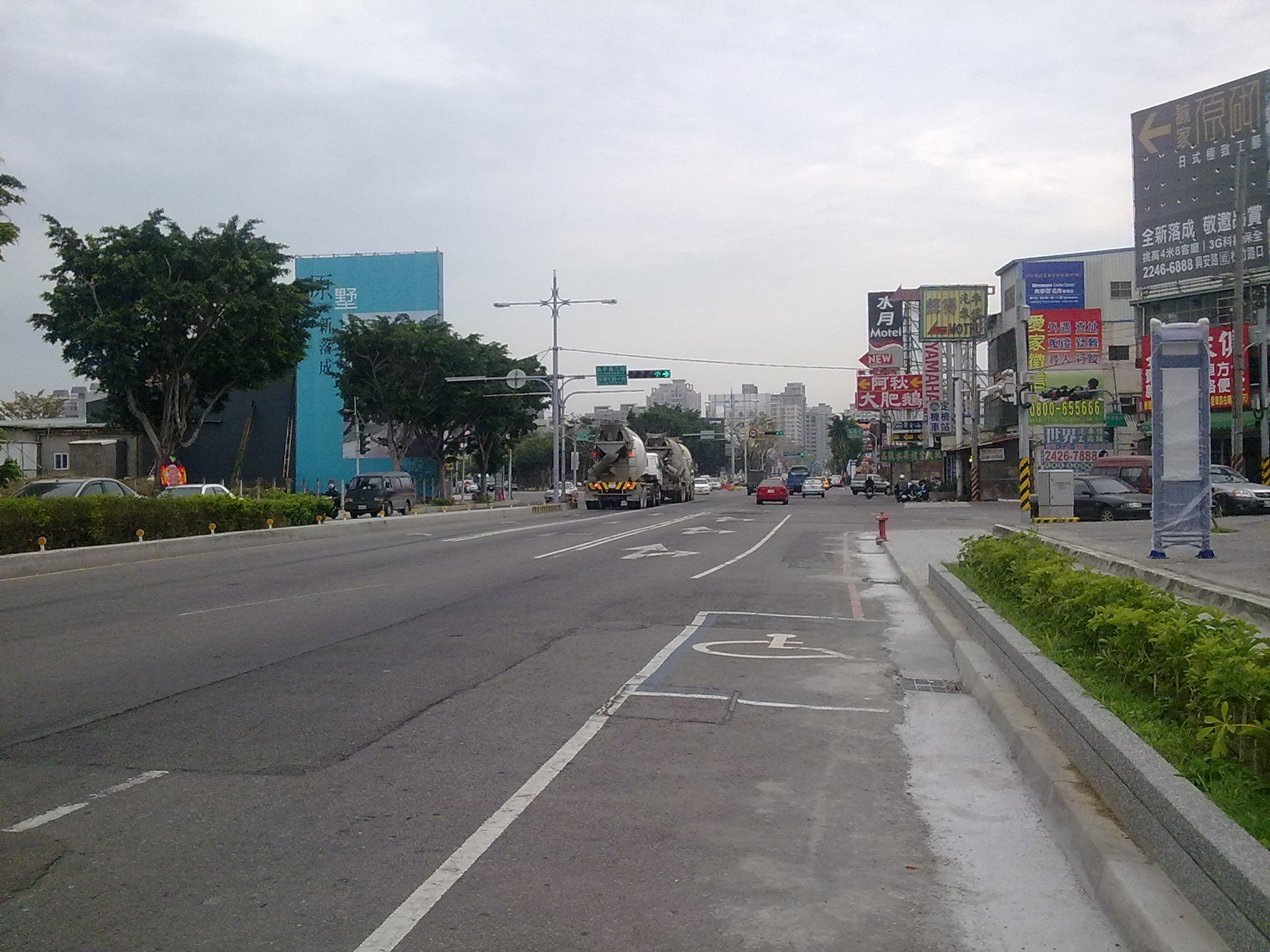
崇德路三段與昌平路、崇德十路交叉路口附近處。

崇德路、承德路（英語：Chongde Rd.、Chengde Rd.）為臺灣臺中市重要道路之一，全線縱貫神岡區、潭子區、北屯區，直到北區即進入市中心，因而在上下班時間經常塞車。崇德路大致呈南北向，南起三民路、五權路、錦南街口，北接豐原區西勢路，全位於臺中市境內，崇德路於北區至潭子區之間分為五段，於神岡區無分段，承德路全線不分段。全線皆配置雙向四車道及中央綠化安全島。

## 行經行政區域
- 北區
- 北屯區
- 潭子區
- 神岡區

## 分段
- 崇德路一段：三民路－青島路（北區與北屯區交界）
- 崇德路二段：青島路－松竹路
- 崇德路三段：松竹路－潭子區（與北屯區交界）
- 崇德路四段：潭子北屯區交界－雅潭路
- 崇德路五段：雅潭路－潭子區、神岡區交界
- 崇德路（不分段）：潭子神岡區交界－潭雅神綠園道
- 承德路（不分段）：潭雅神綠園道－三社東路、豐栗路

(北接西勢路)

## 本道路客運
- 本表更新時間為2025年7月18日。

| 編號  | 業者                       | 路線                            | 行駛區間                      | 備註                                                                                 |
| ----- | -------------------------- | ------------------------------- | ----------------------------- | ------------------------------------------------------------------------------------ |
| 12    | 台中客運 豐原客運 全航客運 | 明德高中－豐原高中              | 三民路－承德路                |                                                                                      |
| 28    | 台中客運                   | 坪頂－四張犁圖書館              | 松竹路－昌平路                |                                                                                      |
| 58    | 全航客運                   | 大慶活動中心－潭子勝利運動公園  | 三民路－雅潭路                |                                                                                      |
| 58副  | 全航客運                   | 大慶活動中心－潭子勝利運動公園  | 三民路－環中路                | 經大富路、大豐路                                                                     |
| 58區1 | 全航客運                   | 北屯區行政大樓→大慶活動中心     | 起站（北屯區行政大樓）→三民路 | 單向行駛，往大慶活動中心方向 例假日及寒暑假停駛，目前停駛                            |
| 58區2 | 全航客運                   | 明德高中→潭子勝利運動公園       | 三民路→雅潭路                 | 單向行駛，往潭子勝利運動公園方向 例假日及寒暑假停駛，目前停駛                        |
| 65    | 全航客運                   | 南區區公所—潭雅神綠園道         | 錦南街－豐樂路                |                                                                                      |
| 67    | 中鹿客運                   | 東海別墅—臺中火車站             | 進化北路－漢口路              |                                                                                      |
| 71    | 台中客運                   | 臺中洲際棒球場—植物園（西屯路） | 三民路－崇德路                | 已停駛                                                                               |
| 72    | 台中客運                   | 嶺東科技大學－慈濟醫院          | 文心路－松竹路                |                                                                                      |
| 77    | 統聯客運                   | 統聯轉運站－慈濟醫院            | 健行路－文心路                |                                                                                      |
| 82    | 台中客運                   | 水湳－高鐵臺中站                | 進化北路－文心路              |                                                                                      |
| 105   | 中鹿客運                   | 四張犁—龍井                     | 進化北路－昌平路              |                                                                                      |
| 131   | 台中客運                   | 北屯區行政大樓－朝陽科技大學    | 進化北路－崇德路              | 經大里區塗城路、竹仔坑                                                               |
| 132   | 台中客運                   | 北屯區行政大樓－朝陽科技大學    | 進化北路－崇德路              | 經霧峰區吉峰路、草湖                                                                 |
| 200   | 台中客運                   | 亞洲大學－新民高中              | 三民路→健行路                 |                                                                                      |
| 301   | 統聯客運                   | 靜宜大學－新民高中              | 三民路→健行路                 | 行駛於公車專用道 本路線與326路所屬不同路權                                           |
| 303   | 統聯客運                   | 港區藝術中心－新民高中          | 三民路→健行路                 | 行駛於公車專用道 經鹿寮國中、清水區鰲峰路                                            |
| 304   | 台中客運                   | 新民高中－港區藝術中心          | 三民路→健行路                 | 行駛於公車專用道 經清水區五權路                                                      |
| 307   | 台中客運                   | 新民高中－梧棲觀光漁港          | 三民路→健行路                 | 行駛於公車專用道                                                                     |
| 308   | 統聯客運                   | 關連工業區－新民高中            | 三民路→健行路                 | 行駛於公車專用道                                                                     |
| 324   | 台中客運                   | 臺中都會公園－新民高中          | 三民路→健行路                 |                                                                                      |
| 326   | 統聯客運                   | 靜宜大學－新民高中              | 三民路→健行路                 | 行駛於臺灣大道慢車道 本路線與301路所屬不同路權                                       |
| 700   | 台中客運 全航客運          | 明德高中－豐原高中              | 三民路－承德路                | 為崇德橘幹線 僅平日尖峰時間行駛 僅停靠現今12路重點站位                               |
| 700   | 中台灣客運                 | 豐原東站－新建國市場            | 承德路－三民路                | 豐原端起站為翁子國小 豐原端迄站為翁子保養廠 經豐原高中、莒光新城、臺灣體大、第二市場 |

## 沿線設施
| （由南到北） 崇德路一段（北區） - 臺中市生命禮儀管理處崇德館 - 臺中市私立新民高級中學 柳川 - 中正公園 - 北區國民運動中心 健行路 - 臺中市北區省三國民小學 - 全聯福利中心台中崇德店 - 麥當勞臺中崇德店 進化北路 太原路二段、三段 漢口路四段、五段 - 世界健身俱樂部臺中崇德店 青島路三段、四段 崇德路二段（北屯區） - 元大商業銀行崇德分行 天津路三、四段（服飾商圈） - 台新銀行北臺中分行 - 大眾銀行北臺中簡易分行 - 國泰世華銀行崇德分行 - 兆豐銀行北屯分行 北平路三、四段（美食街） 文心路四段 - 臺中捷運綠線文心崇德站 - 滙豐銀行崇德分行 - 臺中市立崇德國民中學 - 民俗公園 - 中科大飯店 - 新天地餐廳崇德旗艦店 - 台灣銀行水湳分行 - 三分埔公園 松竹路二段、三段 | 崇德路三段（北屯區） 梅川 - 梨子咖啡館崇德店 - 臺中市政府警察局第五分局 - 臺中市北屯區行政大樓 - 臺中市政府崇德拖吊保管場 - 北屯極限運動公園 - 台北富邦銀行北屯分行 山西路三段 - 仁和公園 - 八二三砲戰紀念公園 - 麥當勞臺中崇德二店 - 臺中銀行四民分行 - 國泰世華崇德分行 崇德十路一段／昌平路二段 - 星巴克崇德昌平門市 - 春水堂崇德店 - UNIQLO台中崇德店 - GU崇德路面店 - 中國信託洲際簡易型分行 - 仁美公園 - 北屯文昌廟 - 臺中市北屯區仁美國民小學 - 肯德基崇德店 - 楓康超市崇德店 - 錦村市場 - 臺中市第十四期市地重劃區 - 洲際棒球文創園區 - 漢神洲際購物中心（興建中） - 臺中棒球故事館 - 臺中洲際棒球場 環中路一段 快官霧峰線16 崇德崇德交流道 | 崇德路四段（北屯區／潭子區） 北屯區 石碑分線 七張犁分線 潭子區 大豐一路 公廳溪 雅潭路二段 崇德路五段（潭子區） - 美利達自行車臺中旗艦店 - 十一張圳 - 矽品精密工業 潭富路二段 崇德路（不分段）（神岡區） 大豐路四段 - 潭雅神綠園道 - 筱雲山莊 承德路（神岡區） - 臺中市山海屯脊髓損傷協會 三社東路／豐栗路 （北接西勢路） |